# Клепиков, Иван Владимирович
Иван Владимирович Клепиков (26 ноября 1902 года,  Кологрив, Костромская губерния,  Российская империя —  умер после 1953 года, СССР) — советский военачальник, полковник (22 февраля 1944).

## Биография
Родился 26 ноября 1902 года в городе Кологрив, ныне  Костромской области. Русский. До службы в армии работал истопником в Народном доме в г. Кологрив  .

### Военная служба

#### Гражданская война
В ноябре 1919 года вступил добровольцем в РККА и служил рядовым в продотряде Продовольственной армии.

#### Межвоенные годы
После расформирования отряда в 1923 года был демобилизован и работал на лесопильном заводе № 4 укладчиком леса, одновременно Кологривским уездным комитетом комсомола назначен секретарем Мантуровского волостного комитета комсомола.
15 мая 1924 года Клепиков был призван в РККА и направлен в 46-й стрелковый полк 11-й Ленинградской стрелковой дивизии ЛВО в городе Детское Село. Член ВКП(б) с 1925 года. С марта 1927 года служил в Ленинградской школе связи политруком и ответственным секретарем партячейки хоз. команды. В 1929 года переведен во 2-ю артиллерийскую дивизию, где проходил службу начальником клуба и ответственным секретарем партбюро отдельного прожекторного батальона, с июня 1932 года — ответственным секретарем партбюро 20-го отдельного пулеметного батальона, с февраля 1933 года — политруком 1-й роты и ответственным секретарем партбюро 60-го отдельного батальона связи. В 1934 года был командирован на Высшие курсы усовершенствования командно-политического состава им. В. И. Ленина. После возвращении в батальон связи с ноября 1935 года занимал должности помощника командира по полит, части и военкома батальона. В июле 1938 года направлен на Дальний Восток врио начальника политотдела 66-й стрелковой дивизии 1-й ОКДВА. С декабря 1940 года находился на учебе на Высших курсах усовершенствования политсостава при Главном управлении пропаганды в Москве.

#### Великая Отечественная война
С началом  войны  Клепиков 30 июня 1941 года был отозван с курсов и в составе секретариата Маршала Советского Союза С. М. Будённого убыл на фронт, где был назначен старшим инструктором по партийной работе политуправления Фронта резервных армий. С 13 сентября вступил в должность военкома 149-й стрелковой дивизии, входившей в состав 43-й армии Резервного фронта. В ходе Вяземской оборонительной операции в октябре находился с ней в окружении, откуда вышел с группой бойцов в полной военной форме, с оружием и партийными документами. С 11 декабря старший батальонный комиссар  Клепиков был допущен к исполнению должности военкома формируемой в городе Балахна Горьковской области 319-й стрелковой дивизии. 7 января 1942 года она была переименована в 124-ю, а 28 января — в 145-ю стрелковую. 18 февраля убыл с ней на Калининский фронт в 4-ю ударную армию и в апреле участвовал в Демянской наступательной операции. В последующем дивизия находилась в обороне северо-восточнее города Демидов. В августе 1942 года Клепиков «за неумение предотвратить панику в частях в момент боя дивизии» Военным советом Калининского фронта освобожден от должности и назначен заместителем командира по политической части  части 1115-го стрелкового полка 332-й Ивановской стрелковой дивизии им. М. В. Фрунзе, которая в составе 4-й ударной армии занимала оборону в 10 км южнее города Велиж.
С октября 1942 года по февраль 1943 года находился на курсах «Выстрел», затем был назначен заместителем командира 179-й стрелковой дивизии. В составе 43-й армии Калининского (с 20.10.1943-1-го Прибалтийского) фронта участвовал в оборонительных боях в районе г. Демидов, в Духовщино-Демидовской наступательной операции и наступлении на витебском направлении. С 13 по 29 ноября подполковник Клепиков временно командовал 204-й стрелковой дивизией, затем возвратился в 179-ю стрелковую дивизию на прежнюю должность. 27 февраля 1944 допущен к командованию 5-й мотострелковой бригадой 5-го танкового корпуса. Летом и осенью 1944 года бригада вместе с корпусом в составе войск 2-го Прибалтийского фронта участвовала в Режицко-Двинской, Шяуляйской и Рижской наступательных операциях, в освобождении города Крустпилс. За отличия в боях при освобождении города Двинск корпус был удостоен наименования «Двинский». После завершения боев на рижском направлении бригада вместе с корпусом была выведена на пополнение и до конца войны находилась в Белорусско-Литовском ВО.

#### Послевоенное время
После войны с июля 1945 года, с переформированием бригады и корпуса, полковник  Клепиков командовал 5-м мотострелковым Краснознаменным полком 5-й танковой Двинской дивизии. С июня по октябрь 1947 года состоял в распоряжении Генштаба, затем командовал 6-м гвардейским мотострелковым Венско-Мукденским Краснознаменным орденов Суворова и Кутузова полком
5-й гвардейской танковой дивизии 6-й гвардейской механизированной армии Заб.-АмурВО. В феврале 1949 года освобожден от должности и откомандирован в распоряжение командующего БТ и MB ВС СССР, затем в июне был назначен заместителем командира 53-го мотострелкового полка 29-й танковой дивизии 5-й гвардейской механизированной армии БВО в городе Слуцк. В марте 1951 года переведен в ГСОВГ военным комендантом Военной комендатуры района Гёрлиц 1-й гвардейской механизированной армии. 27 сентября 1953 года полковник Клепиков уволен в запас.

## Награды
- орден Ленина (17.05.1951)[4]
- три ордена Красного Знамени (30.07.1944[5],  16.06.1945[6], 30.04.1945[4])
- орден Красной Звезды (24.10.1943)[7]
  - медали в том числе:
  - «За победу над Германией в Великой Отечественной войне 1941—1945 гг.» (1945)
  - «Победы и Свободы» (ПНР)